# Lúcio Costa
Lucio Costa (født 27. februar 1902, død 13. juni 1998 i Rio de Janeiro) var en brasiliansk arkitekt og byplanlægger, kendt som skaberen af byplanen for Brasiliens hovedstad Brasilia.
Costa voksede op i Frankrig, England og Montreux. Han uddannede sig til arkitekt i Rio de Janeiro og tog eksamen i 1924. I 1929 begyndte han at arbejde inden for den modernistiske retning. Han blev chef for kunstskolan men fik fakultetet og studenterne imod sig og blev tvunget til at træde tilbage efter et år. Han blev i stedet en del af det nye SPHAN, en organisation som beskæftigede sig med Brasiliens historiske og kunstneriske arv. Han blev en del i den rørelse, som førte modernismen frem, ikke mindst Le Corbusier, i Brasilien. Han udformede paviljongen til verdensudstillingen i New York 1939 sammen med Oscar Niemeyer. Hans store værk blev udformningen af grundplanen for Brasiliens nye hovedstad Brasilia i 1957. Det var Costa, som fremsatte idéen om en byplan, der havde ligheder med en sommerfugl inddelt i store boligområder, superquadras.